# Max Möller (atelier)

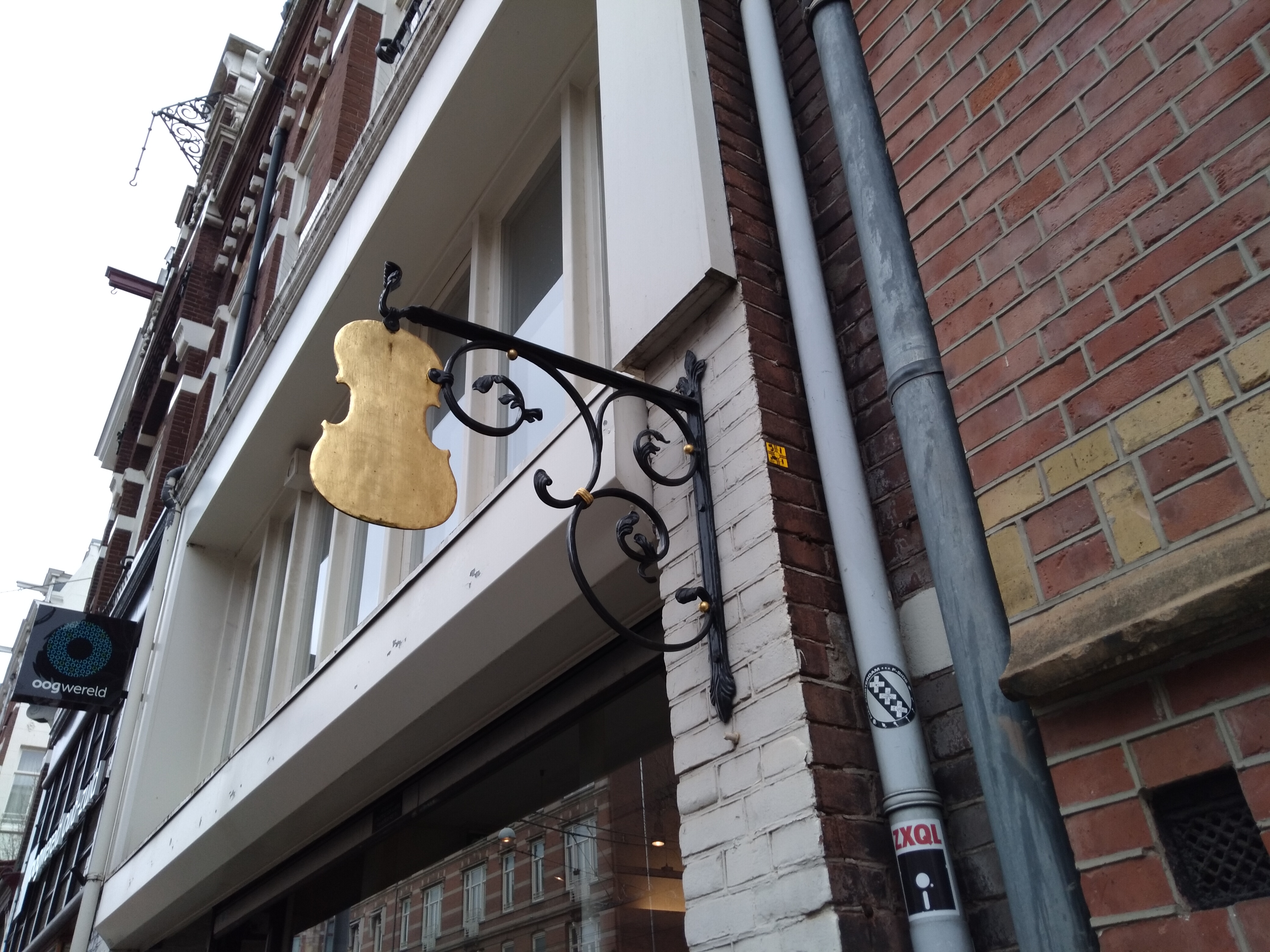
Gaper uit de tijd van Berend Max Möller (maart 2021)

Max Möller was een atelier voor bouw en reparaties van voornamelijk strijkinstrumenten als viool, altviool en haar varianten. Het bedrijf werd gestart door Max Möller (1875-1948) in 1913 aan de Leidsegracht 63, werd in 1918 voortgezet aan de P.C. Hooftstraat 34 om in 1925 neer te strijken aan de Willemsparkweg 15 om daar niet meer weg te gaan. Möller werd opgevolgd door zoon Guillaume Max Möller II en kleinzoon Berend Max Möller III. Na zijn plotselinge overlijden in 1989 zette zijn vrouw Cornélie de zaak voort tot 2006.